# (18679) Heatherenae
(18679) Heatherenae (1998 FW102) – planetoida z pasa głównego asteroid okrążająca Słońce w ciągu 3,41 lat w średniej odległości 2,27 j.a. Odkryta 31 marca 1998 roku.